# Dryophytes immaculatus
A Dryophytes immaculatus a kétéltűek (Amphibia) osztályának békák (Anura) rendjébe, a levelibéka-félék (Hylidae) családjába, azon belül a Hylinae alcsaládba tartozó faj.

## Előfordulása
A faj Kína endemikus faja. Természetes élőhelye a mérsékelt égövi erdők, bozótosok, rétek, folyók, mocsarak, legelők, kertek, öntözött földek. A fajra élőhelyének elvesztése jelent fenyegetést.